# Azzurra Brindisi 1997-1998
La Azzurra Brindisi 1997-1998, sponsorizzata Winsol, prende parte al campionato italiano dilettanti di B di Eccellenza, girone B a 12 squadre. Chiude la stagione regolare all'ultimo posto con 5V e 17P, 1519 punti segnati e 1661 punti subiti, riesce a salvarsi nella poule retrocessione con 5V e 5P, 694 punti fatti e 724 subiti.

## Storia
Grazie alla mancata iscrizione di alcune squadre la Winsol Brindisi viene ripescata nella B di Eccellenza, coach Rubino è costretto quindi a costruire un roster in emergenza. Ritornano a Brindisi gli ex Andrea Loriga e Giancarlo Zizza dal Basket Roseto, il play guardia Paolo Della Corte dalla Libertas Lecce e l'ala Angelo Milone in comproprietà con l'Assi Basket Ostuni. Dal lato cessioni Antonio Labate va al CUS Bari, Alfredo Dario alla Virtus Mesagne e Giovanni Simeone abbandona l'attività passando al settore giovanile. Alla fine della stagione regolare coach Giovanni Rubino viene sostituto con coach Eupremio Cozzoli. Miglior marcatore della stagione è Paolo Della Corte con 513 punti in 32 partite seguito da Giovanni Parisi con 380 punti e Andrea Loriga con 357 punti sempre in 32 partite.

## Roster
| Azzurra Winsol Brindisi 1997/1998 | Azzurra Winsol Brindisi 1997/1998 |
| Giocatori                         | Staff tecnico                     |
| --------------------------------- | --------------------------------- |

| N. | Naz.              | Ruolo | Nome                | Anno | Alt.   | Peso |  |
| -- | ----------------- | ----- | ------------------- | ---- | ------ | ---- |  |
| 3  | Italia (bandiera) | C     | Giovanni Giuri      | 1979 | 199 cm |      |  |
| 4  | Italia (bandiera) | G     | Angelo Milone       | 1974 | 193 cm |      |  |
| 5  | Italia (bandiera) | P     | Cosimo Corlianò     | 1977 | 183 cm |      |  |
| 6  | Italia (bandiera) | P     | Giangiovanni Parisi | 1973 | 182 cm |      |  |
| 7  | Italia (bandiera) | C     | Raffaele Mastrorosa | 1961 | 198 cm |      |  |
| 8  | Italia (bandiera) | G     | Gianluca Galluccio  | 1979 | 187 cm |      |  |
| 9  | Italia (bandiera) | G     | Luigi Minghetti ()  | 1969 | 190 cm |      |  |
| 10 | Italia (bandiera) | G     | Paolo Della Corte   | 1970 | 188 cm |      |  |
| 11 | Italia (bandiera) | AC    | Eduardo Passante    | 1974 | 201 cm |      |  |
| 12 | Italia (bandiera) | AC    | Giancarlo Zizza     | 1974 | 202 cm |      |  |
| 13 | Italia (bandiera) | A     | Cristian Ventruto   | 1977 | 197 cm |      |  |
| 14 | Italia (bandiera) | AC    | Andrea Loriga       | 1973 | 201 cm |      |  |
| 18 | Italia (bandiera) | G     | Giuseppe De Maria   | 1977 | 193 cm |      |  |

| Allenatore                                       |
| - Giovanni Rubino - Eupremio Cozzoli dal 22/2/98 |
| Assistente/i                                     |
| - Gianfranco Patera Legenda - (C) Capitano       |

## Risultati

### Stagione Regolare
| Arbitri: | Colucci (Milano) Auriemma (Napoli) |

|                                      |       |                                          |
| Loriga 18, Parisi 15, Della Corte 11 | Punti | Sorrentino 14, Maran 13, Pigliafreddo 12 |

| Arbitri: | Di Paolo (Sulmona) Manzatan (Marghera) |

|                                     |       |                                    |
| Vanuzzo 26, Arvedi 22, Calabrese 15 | Punti | Della Corte 17, Milone 9, Parisi 8 |

| Arbitri: | Bombino (Milano) Zinzi (Pavia) |

|                                         |       |                                  |
| Parisi 20, Minghetti 15, Della Corte 13 | Punti | Marchetti 20, Fazzi 13, Benzi 13 |

| Arbitri: | Nardecchia (L'Aquila) Tedesco (Matera) |

|                                        |       |                               |
| Della Corte 23, Milone 14, Passante 12 | Punti | Zecca 21, Caiti 13, Tonzig 11 |

| Arbitri: | Crescenti (Messina) Lo Monaco (Marsala) |

|                                 |       |                                        |
| Cossa 18, Vencato 14, Cagnin 13 | Punti | Della Corte 23, Parisi 13, Minghetti 8 |

| Arbitri: | Fumagalli (Cantù) Begnis (Crema) |

|                                      |       |                                         |
| Bonetto 29, Sales 19, Battistella 17 | Punti | Loriga 24, Minghetti 15, Della Corte 11 |

| Arbitri: | Terranova (Roma) Mastrantoni (Latina) |

|                |       |                                           |
| Della Corte 19 | Punti | Li Vecchi 27, Casamento 17, Rombaldoni 10 |

| Arbitri: | Capurro (Reggio Calabria) Polizzi (Trapani) |

|                                   |       |                                     |
| Boro 19, Trevisan 10, Bortolot 10 | Punti | Parisi 15, Della Corte 15, Loriga 9 |

| Arbitri: | Tullio (Fermo) Zinzi (Pavia) |

|                                    |       |                                    |
| Parisi 24, Minghetti 18, Milone 10 | Punti | Sales 22, Marini 15, Carraretto 10 |

| Cosenza 23 novembre 1997 10ª giornata                                                            | Dodaro Cosenza | 60 – 59 (26-28)           | Azzurra Brindisi |  |
| \| \| \| \| \| De Leonardis 17, Castellitto 16, Corvo 8 \| Punti \| Della Corte 19, Parisi 18 \| |                |                           |                  |  |
|                                                                                                  |                |                           |                  |  |
| De Leonardis 17, Castellitto 16, Corvo 8                                                         | Punti          | Della Corte 19, Parisi 18 |                  |  |

| Arbitri: | Di Paolo (Chieti) Di Paolo (Sulmona) |

|                                     |       |                                        |
| Della Corte 20, Loriga 13, Zizza 13 | Punti | Sabatini 26, De Ambrosi 17, Ferrari 16 |

| Arbitri: | Lo Monaco (Marsala) Piccione (Marsala) |

|                                      |       |                           |
| Burrini 22, Passarelli 16, Masper 15 | Punti | Della Corte 25, Loriga 12 |

| Arbitri: | Di Girolamo (Pescara) Sardella (Rimini) |

|                                    |       |                                 |
| Della Corte 25, Loriga 19, Zizza 8 | Punti | Arvedi 18, Vannuzzo 17, Alba 12 |

| Arbitri: | Gori (Vicenza) Barretta (Mestre) |

|                                   |       |                                        |
| Benzi 14, Fazzi 13, Bertinelli 12 | Punti | Della Corte 16, Parisi 15, Passante 12 |

| Arbitri: | Di Paola (Chieti) Di Paolo (Sulmona) |

|                                 |       |                                      |
| Campini 26, Zecca 20, Tonzig 15 | Punti | Loriga 20, Parisi 17, Della Corte 14 |

| Arbitri: | De Socio (Bologna) Sivieri (Ferrara) |

|                                |       |                                     |
| Zizza 16, Milone 12, Parisi 11 | Punti | Cossa 15, Righetto 15, Chiarello 13 |

| Arbitri: | De Socio (Bologna) Sivieri (Ferrara) |

|                                |       |                                      |
| Parisi 24, Zizza 22, Loriga 17 | Punti | Battistella 23, Bonetto 21, Sales 19 |

| Arbitri: | Polizzi (Trapani) Begnis (Crema) |

|                                        |       |                                      |
| Casamento 25, Soragna 16, Tassinari 10 | Punti | Loriga 16, Milone 12, Della Corte 12 |

| Arbitri: | Sabetta (Termoli) Mastrantoni (Cisterna) |

|                                     |       |                       |
| Della Corte 21, Parisi 15, Loriga 9 | Punti | Soro 20, D'Aloisio 20 |

| Arbitri: | Florian (Treviso) Duegrassi (Torino) |

|                                       |       |                                      |
| Margarini 28, Carraretto 18, Marini 8 | Punti | Della Corte 15, Parisi 14, Loriga 12 |

| Arbitri: | Di Paolo (Chieti) Fusco (Caserta) |

|                                     |       |                                        |
| Della Corte 20, Zizza 18, Parisi 10 | Punti | De Amicis 22, Corvo 15, Castellitto 14 |

| Arbitri: | Terreni Monzato |

|                                  |       |                                        |
| Cotugno 17, Neri 16, Sabatini 13 | Punti | Della Corte 15, Parisi 12, Passante 11 |

### Poule Retrocessione
| Arbitri: | Vaccarino (La Spezia) Pozz (Genova) |

|                                  |       |                                       |
| Premier 30, Pezzin 19, Peretti 9 | Punti | Della Corte 22, Parisi 13, Ventruto 8 |

| Arbitri: | Moscarello (Bergamo) Zinzi (Pavia) |

|                                     |       |                                   |
| Milone 16, Della Corte 15, Zizza 13 | Punti | Benzi 26, Nardone 11, Marchetti 8 |

| Arbitri: | Polizzi (Trapani) Piccioni (Marsala) |

|                                           |       |                                     |
| Corvo 19, De Leonardis 18, Castellitto 12 | Punti | Loriga 19, Della Corte 16, Zizza 12 |

| Arbitri: | De Francia (Pozzuoli) Di Paolo (Chieti) |

|                                       |       |                                         |
| Zizza 21, Della Corte 12, Passante 10 | Punti | Bramati 18, Angiolini 16, De Piccoli 15 |

| Arbitri: | Chiari (Treviso) Federici (Roma) |

|                             |       |                                     |
| Guerci 24, Paci 21, Gori 18 | Punti | Della Corte 21, Milone 14, Zizza 13 |

| Arbitri: | Sivieri (Ferrara) De Socio (Bologna) |

|                                     |       |                                   |
| Della Corte 19, Parisi 19, Milone 8 | Punti | Premier 18, Pezzin 12, Peretti 11 |

| Arbitri: | Sorato (Mestre) Crescenti (Messina) |

|                                     |       |                                      |
| Bertinelli 17, Benzi 17, Nardone 14 | Punti | Della Corte 22, Loriga 15, Milone 15 |

| Arbitri: | Sardella (Rimini) Di Girolamo (Pescara) |

|                                     |       |                                        |
| Loriga 19, Della Corte 16, Zizza 12 | Punti | De Leonardis 21, Corvo 17, Scarlato 14 |

| Arbitri: | Chiari (Treviso) Fusco (Caserta) |

|                                       |       |                               |
| Angiolini 19, Bramati 12, La Torre 12 | Punti | Parisi 19, Zizza 14, Milone 8 |

| Arbitri: | Seghetti (Livorno) Sivieri (Ferrara) |

|                                 |       |                                     |
| Parisi 15, Milone 13, Loriga 11 | Punti | Guerci 18, Degli Agosti 17, Paci 11 |

## Statistiche

### Statistiche di squadra
| Competizione                        | Punti | In casa | In casa | In casa | In casa | In casa | In trasferta | In trasferta | In trasferta | In trasferta | In trasferta | Totale | Totale | Totale | Totale | Totale | Totale |
| Competizione                        | Punti | G       | V       | P       | PF      | PS      | G            | V            | P            | PF           | PS           | G      | V      | P      | PF     | PS     | DIF    |
| ----------------------------------- | ----- | ------- | ------- | ------- | ------- | ------- | ------------ | ------------ | ------------ | ------------ | ------------ | ------ | ------ | ------ | ------ | ------ | ------ |
| B di Eccellenza Stagione regolare   | 10    | 11      | 5       | 6       | 794     | 808     | 11           | 0            | 11           | 725          | 853          | 22     | 5      | 17     | 1519   | 1661   | -142   |
| B di Eccellenza Poule retrocessione | 10    | 5       | 3       | 2       | 336     | 335     | 5            | 2            | 3            | 358          | 389          | 10     | 5      | 5      | 694    | 724    | -30    |
| TOTALE                              | 20    | 16      | 8       | 8       | 1130    | 1143    | 16           | 2            | 14           | 1083         | 1242         | 32     | 10     | 22     | 2213   | 2385   | -172   |

### Statistiche dei giocatori
| Giocatore      | Generali | Generali | Generali | Generali | Tiri liberi | Tiri liberi | Tiri liberi | Tiri da due | Tiri da due | Tiri da due | Tiri da tre | Tiri da tre | Tiri da tre | Tiri Totale | Tiri Totale | Tiri Totale | Rimbalzi | Rimbalzi | Rimbalzi | Palle | Palle | Stoppate | Val    | Medie | Medie |
| Giocatore      | PG       | PTI      | MIN      | AS       | Rea         | Ten         | %           | Rea         | Ten         | %           | Rea         | Ten         | %           | Rea         | Ten         | %           | Dif      | Off      | Tot      | Per   | Rec   | Dat      | Totale | Pun   | Val   |
| -------------- | -------- | -------- | -------- | -------- | ----------- | ----------- | ----------- | ----------- | ----------- | ----------- | ----------- | ----------- | ----------- | ----------- | ----------- | ----------- | -------- | -------- | -------- | ----- | ----- | -------- | ------ | ----- | ----- |
| P. Della Corte | 32       | 514      | 1118     |          |             |             |             |             |             |             | 74          | 209         | 35,4        |             |             |             |          |          |          | 85    |       |          |        | 16,1  |       |
| G. Parisi      | 32       | 380      | 1101     | 23       |             |             |             |             |             |             | 64          | 199         | 32,2        |             |             |             |          |          | 80       | 82    | 76    |          |        | 11,9  |       |
| A. Loriga      | 32       | 357      | 1001     | 3        |             |             |             |             |             |             |             |             |             |             |             |             | 197      | 106      | 303      | 69    | 50    |          |        | 11,2  |       |
| G. Zizza       | 32       | 278      |          | 4        |             |             |             |             |             |             |             |             |             |             |             |             |          |          | 148      | 35    | 40    |          |        | 8,7   |       |
| A. Milone      | 32       | 248      |          | 7        |             |             |             |             |             |             |             |             |             |             |             |             |          |          | 54       | 44    | 42    |          |        | 7,7   |       |
| E. Passante    | 27       | 145      |          | 1        |             |             |             |             |             |             |             |             |             |             |             |             |          |          | 83       | 36    | 34    |          |        | 5,4   |       |
| L. Minghetti   | 30       | 129      |          | 1        |             |             |             |             |             |             |             |             |             |             |             |             |          |          | 48       | 29    | 22    |          |        | 4,3   |       |
| R. Mastrorosa  | 31       | 99       |          |          |             |             |             |             |             |             |             |             |             |             |             |             |          |          |          |       |       |          |        | 3,2   |       |
| C. Ventruto    | 24       | 56       |          |          |             |             |             |             |             |             |             |             |             |             |             |             |          |          |          |       |       |          |        | 2,3   |       |
| G. De Maria    | 25       | 7        |          |          |             |             |             |             |             |             |             |             |             |             |             |             |          |          |          |       |       |          |        | 0,3   |       |
| G. Galluccio   | 13       |          |          |          |             |             |             |             |             |             |             |             |             |             |             |             |          |          |          |       |       |          |        |       |       |
| C. Corlianò    | 8        |          |          |          |             |             |             |             |             |             |             |             |             |             |             |             |          |          |          |       |       |          |        |       |       |
| G. Giuri       | 2        |          |          |          |             |             |             |             |             |             |             |             |             |             |             |             |          |          |          |       |       |          |        |       |       |
| TOTALE SQUADRA | 32       | 2213     | 6425     | 57       | 471         | 679         | 69,4        | 601         | 1196        | 50,3        | 180         | 526         | 34,2        | 781         | 1722        | 45,4        | 565      | 282      | 847      | 424   | 336   |          |        | 69,2  |       |

## Fonti
La Gazzetta del Mezzogiorno e il Quotidiano di Puglia edizioni del 1997-98
Guida ai campionati di basket LNP 1999